# Alfred Schrötter von Kristelli

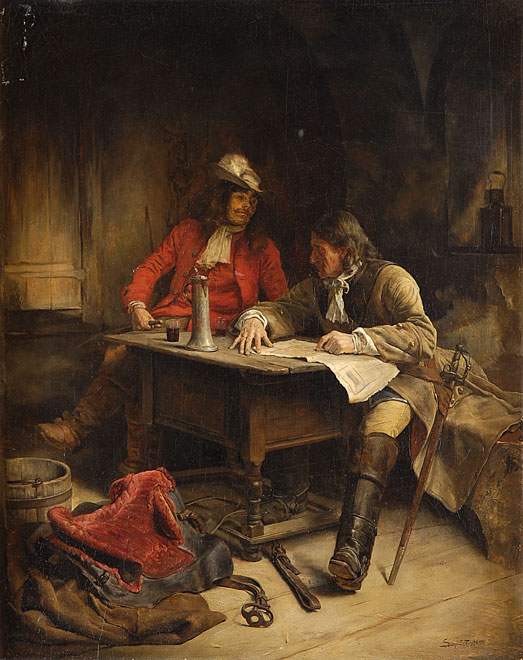
Alfred von Schrötter: Die Routenplanung, 1884

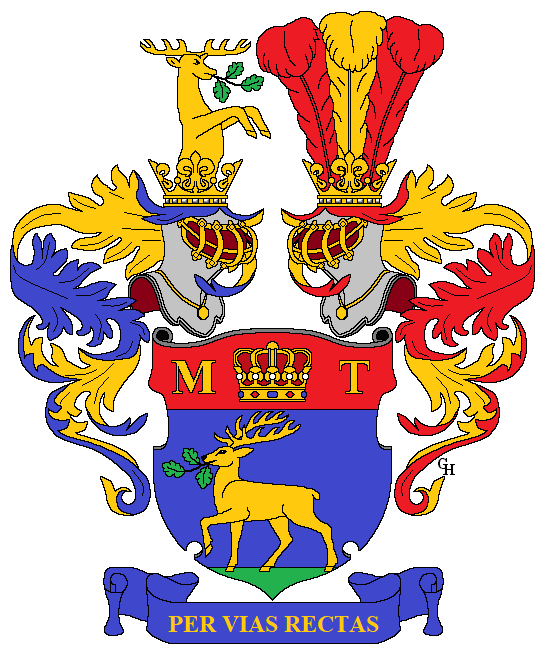
Wappen der Familie Schrötter von Kristelli

Alfred Schrötter, Ritter von Kristelli (* 12. Februar 1851 in Wien; † 2. Oktober 1935 in Graz) war ein österreichischer Maler und Kunsterzieher.

## Leben und Wirken

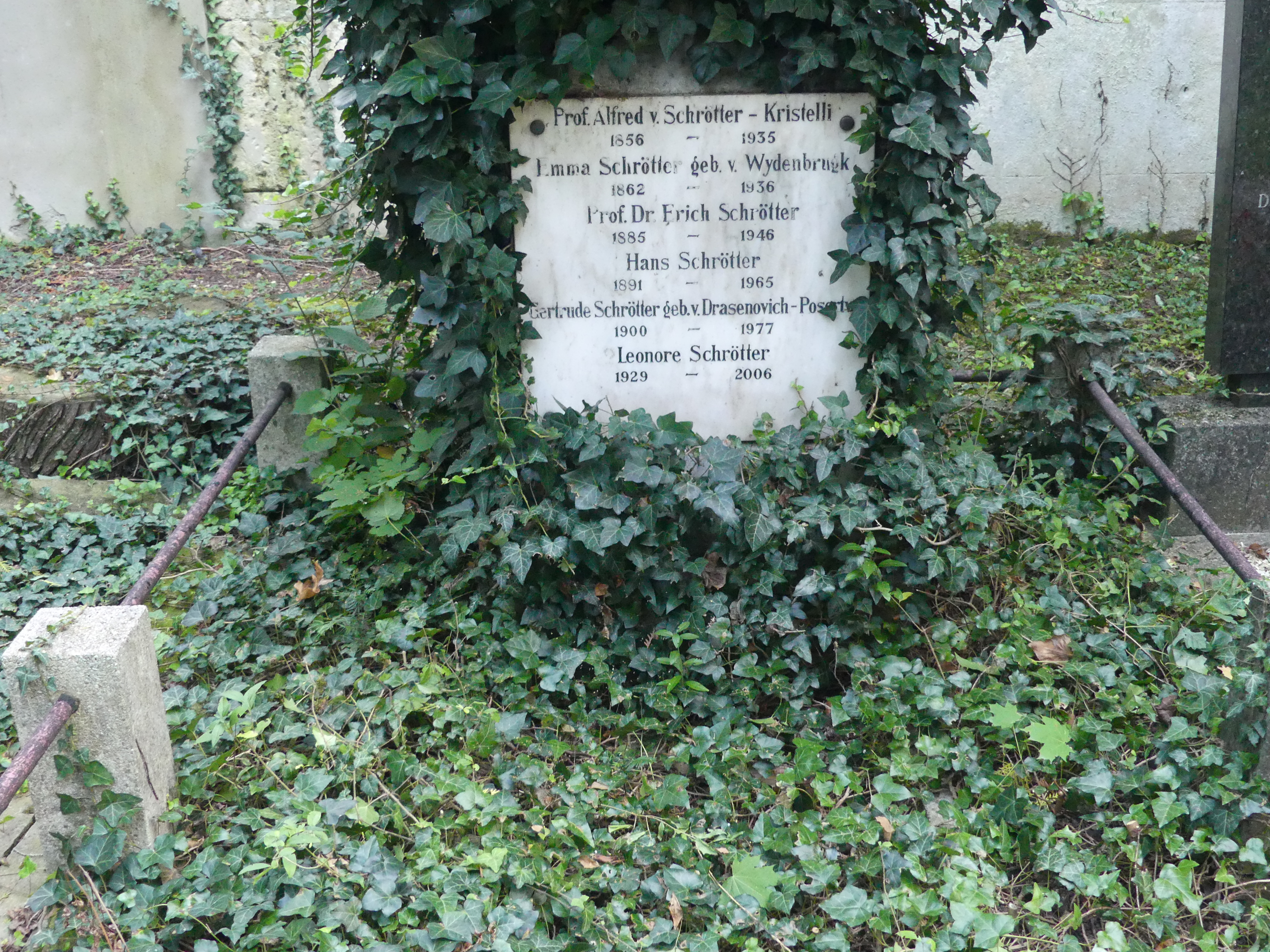
Das Grab von Alfred Schrötter von Kristelli auf einem Friedhof in Graz. (2024)

Alfred Schrötter war der Sohn von Anton Schrötter von Kristelli und der Stiefbruder von Leopold Schrötter von Kristelli. Er studierte von 1872 bis 1877 an der Wiener Akademie der bildenden Künste Malerei bei Karl Mayer (1810–1876) und August Eisenmenger, in der Folge war er zwei Jahre Schüler von Hans Canon und von 1879 studierte er in München an der dortigen Akademie bei Ludwig von Löfftz. 1892/1893 unterrichtete er das Fach Kostüm (Malen nach der bekleideten Figur) an der Damenakademie des Münchner Künstlerinnenvereins. 1897 übersiedelte er nach Dachau bei München, wo er zusammen mit Ludwig Dill, Adolf Hölzel und Arthur Langhammer zu einem namhaften Vertreter der Neu-Dachauer Richtung wurde. Als Gründungsmitglied der Münchner Secession entwickelte er gemeinsam mit Dill und Hölzel eine effiziente Methode des Kunstunterrichtes, die den Schülern größtmöglichen Freiraum zur eigenen Entfaltung gewähren sollte.
Im Jahre 1900 wurde er als Leiter einer Meisterklasse für Malerei an die Zeichenakademie in Graz (ab 1907 die Landes-Kunstschule) berufen, an der er bis 1923 als weithin bekannter und sehr geschätzter Lehrer wirkte. Alfred Schrötter, der dem Steiermärkischen Kunstverein als Ausschussmitglied angehörte, bildete eine ganze Generation steirischer Künstler heran, u. a. Marie Baselli, Norbertine Bresslern-Roth, Leo Grimm, Franz Hofer, Axl Leskoschek, Karl Mader, Paul Schmidtbauer (1892–1974), Fritz Silberbauer und Franz M. Zerlacher. Schon als junger Künstler genoss Alfred Schrötter den Ruf eines Schöpfers meisterhafter Genrebilder, in späteren Jahren widmete er sich neben der Porträt- und Landschaftsmalerei, bedingt durch seine Leidenschaft für den Reitsport, häufig der Pferdemalerei. Aus seiner 1884 mit Emma Freiin von Wydenbrugk geschlossenen Ehe entstammten der Schriftsteller Erich und der Maler Hans Schrötter von Kristelli.
Neben Paul Schad-Rossa und Wilhelm Gurlitt stellte Alfred Schrötter von Kristelli eine Schlüsselfigur der Grazer Zeitkunst dar.

## Werke (Auswahl)
- Auf der Hochzeitsreise, 1893, Leinwand, 32 × 44 cm, Kulturhistorisches Museum Magdeburg (Inv. G 73)
- Die Heimkehr vom Feld, 1898, Öl auf Leinwand, 49 × 60,5 cm, Bezeichnung links unten: „A.v. Schrötter 1898 / Dachau“, Österreichische Galerie Belvedere (Inv. 334, 1898 Ankauf Wiener Secession)[4]
- Die alte Königsmühle bei Graz, 1909, Leinwand, 62,5 × 72 cm, Neue Galerie Graz (Inv. I/893)
- Husar im Stall, 1910, Leinwand, 48,8 × 61,2 cm, Neue Galerie Graz (Inv. I/8)
- Emiro Giuseppe Tomazzoni, 1911, Leinwand, 116 × 83 cm, Stadtmuseum Graz (Inv. MAL05/00076)
- Kaiser Franz Josef zu Pferd, 1911, Leinwand, 217 × 141 cm, Stadtmuseum Graz (Inv. MAL05/00409)
- Heimaterde, 1916, Leinwand, 200 × 300 cm, Neue Galerie Graz (Inv. I/764)
- Porträt Reg.-Rat Anton Rath, im Lehnstuhl sitzend, 1916–1917, Leinwand, 76,5 × 87 cm, Neue Galerie Graz (Inv. I/2241)
- Drei Männer erblicken Engel über den Feldern, 1919, Tempera auf Papier, 135 × 145 cm, Entwurf für den Landtagssitzungssaal, Neue Galerie Graz (Inv. I/702)
- Pferd in der Box, 1922, Leinwand, 62 × 72 cm, Neue Galerie Graz (Inv. I/891)
- Aufbruch zur Jagd, 1925, Leinwand, 62,7 × 49 cm, Neue Galerie Graz (Inv. I/896)
- Porträt Dr. Hans Kloepfer, 1930, Leinwand, 73,5 × 63,5 cm, Neue Galerie Graz (Inv. I/343)
- Pferde im Gestüt Piber, 1932, Leinwand, 44,5 × 62,5 cm, Neue Galerie Graz (Inv. I/892)[5]